# Oberdorf im Burgenland
Oberdorf im Burgenland est une commune autrichienne du district d'Oberwart dans le Burgenland.